# Nymphocoris
Sous-famille
Genre
Nymphocoris est un genre d'insectes hémiptères hétéroptères (punaises) énicocéphalomorphes, de la famille des Aenictopecheidae, le seul de la sous-famille des Nymphocorinae, comptant deux espèces endémiques de Nouvelle-Zélande et de Tasmanie.

## Description
Comme tous les Enicocephalomorpha, ces insectes ont une tête allongée, bilobée, avec des antennes et un rostre de quatre articles. Comme chez les autres Aenictopecheidae, le pronotum n'a pas le lobe arrière particulièrement élargi. Par contraste avec les autres sous-familles d'Aenictopecheidae, chez Nymphocoris, les yeux sont réduits à une simple ommatidie, et il n'y a pas d'ocelles. Le rostre est comparativement plus long et plus mince, sur les deux derniers articles. Le lobe postérieur de la tête est nu sur la face ventrale, et le « cou » est pileux; toutes les pattes sont de type fouisseuses. Le pronotum est de forme hexagonale. Le tarse antérieur se replie sur l'apex du tibia qui porte un groupe de soies en forme d'épines, pour pouvoir saisir les proies. La face ventrale des fémurs médians et postérieurs porte des soies épaisses en forme d'épines. Les tarses ne comptent qu'un segment, tant aux pattes antérieures qu'aux médianes et aux postérieures (comme chez les Murphyanellinae, alors que les Aenictopecheinae ont une formule tarsale 1, 2, 2, et les Maoristolinae 2, 2, 2). Ils sont microptères, avec des ailes antérieures en forme d'écailles, transversales, et ne couvrant pas l'abdomen. Leur corps est jaunâtre et mesure entre 2,3 et 2,9 mm de long,.

## Répartition
Ce genre n'est rencontré qu'en Nouvelle-Zélande et en Tasmanie, dont il est endémique. Nymphocoris maoricus se rencontre uniquement dans l'île du Sud de la Nouvelle-Zélande, dans les montagnes. N. hilli a été rencontré uniquement au sommet du Kunanyi ou Mont Wellington, au Sud de la Tasmanie, en milieu alpin,.

## Biologie
La biologie de ces insectes est peu connue. Ils sont terrestres, vivant dans les régions de montagnes, au sol, en milieu ouvert, à la base de touffes d'herbes et dans la litière de feuilles. N. maoricus a été rencontré en décembre et en janvier. Leurs yeux réduits suggèrent un habitat cryptique et sédentaire.
Ils sont prédateurs.

## Systématique
Ce genre a été décrit en 1956 par Thomas E. Woodward, au sein des Aenictopecheidae. Il est mis à part dans une sous-famille propre, monotypique, par Pavel Štys en 1989. Mais dans une publication de 2013, P. Štys et P. Baňař estiment que cette sous-famille mériterait d'être élevée au rang de famille.
Il compte aujourd'hui deux espèces décrites. L'espèce type est Nymphocoris maoricus Woodward, 1956.

### Liste d'espèces
Selon BioLib (8 novembre 2023) :
- Nymphocoris hilli Štys, 1988
- Nymphocoris maoricus Woodward, 1956

## Adaptations morphologiques et écologiques

### Adaptations morphologiques
Nymphocoris présente des adaptations morphologiques remarquables liées à son habitat et à son mode de vie prédateur. Les yeux réduits, limités à une simple ommatidie, indiquent une faible dépendance à la vision, suggérant une vie dans des environnements obscurs ou protégés, tels que la litière de feuilles ou les bases de touffes d'herbes en milieu montagnard. Le rostre long et mince, particulièrement adapté pour saisir et manipuler les proies, reflète son mode de prédation spécialisé. De plus, les pattes fouisseuses, renforcées par des soies en forme d'épines, confèrent une capacité à interagir efficacement avec le substrat terrestre, facilitant la recherche de proies et le déplacement dans les habitats alpins.
Les ailes antérieures réduites à des écailles transversales (microptérisme) indiquent une sédentarité prononcée, typique des insectes vivant dans des niches écologiques stables et isolées.

### Adaptations écologiques
L'endémisme de Nymphocoris, limité à des régions isolées comme la Nouvelle-Zélande et la Tasmanie, témoigne d'une spécialisation écologique. Ces insectes semblent adaptés aux conditions alpines, où les températures basses et les ressources limitées nécessitent une stratégie énergétique conservatrice. Leur présence dans des habitats cryptiques, tels que les bases herbeuses et les litières de feuilles, leur offre une protection contre les prédateurs et les conditions climatiques extrêmes.
Ces adaptations morphologiques et écologiques renforcent leur rôle en tant que prédateurs discrets et spécialisés, occupant une niche particulière dans les écosystèmes alpins de leurs régions endémiques.